# Iago Falque
Iago Falque Silva (Vigo, 4 de janeiro de 1990) é um futebolista espanhol que atua como meia.[carece de fontes?] Atualmente joga pelo América de Cali.

## Carreira
Falque começou a carreira no Barcelona B.